# Electric Components
Electric Components a.s. (dříve Cegelec a.s.) je česká firma vyrábějící elektrickou výzbroj pro vozidla městské hromadné dopravy, zejména trolejbusy, tramvaje a metro. Od roku 2024 patří do skupiny Škoda Transportation. Do roku 2024 patřila pod francouzskou skupinu Vinci Energies.
Společnost vznikla v roce 2002 jako jedna z nástupnických společností rozdělením společnosti ALSTOM Industry a.s. (IČO 45272735), když tato předtím užívala jména CEGELEC PRAHA a.s., CEGELEC ČKD a.s. a ČKD ES, a.s. Ta vznikla v roce 1992 privatizací části společnosti ČKD Polovodiče, a.s., tehdy spadající pod ČKD. Majoritní podíl ve společnosti tehdy získala francouzská společnost Cegelec.
Na elektrovýzbroj se začala specializovat až koncem 90. let 20. století, kdy ekonomicky upadala společnost ČKD Dopravní systémy. V roce 1999 jí koupil francouzský výrobce vozidel hromadné dopravy Alstom. Společnost se tehdy zaměřovala zejména na modernizace tramvají Tatra. V roce 2002 společnost opět koupil Cegelec. V roce 2002 společnost začala vyrábět elektrovýzbroj pro trolejbusy Solaris, později i pro český SOR či turecký Bozankaya. Dodávala také elektrovýzbroj pro vozy berlínského metra. V roce 2010 majitele Cegelec koupila francouzská společnost Vinci Energies patřící do skupiny Vinci.
V roce 2024 společnost od Vinci Energies koupila česká firma Škoda Electric patřící do skupiny Škoda Transportation a přejmenovala jí na současný název.